# Platynota
Infra-ordre
Les Platynota sont un infra-ordre de reptiles.

## Liste des familles
Selon Reptarium Reptile Database (13 avril 2012) :
- Helodermatidae Gray, 1837 -- 1 genre, 2 espèces
- Lanthanotidae Steindachner, 1877 -- 1 espèce
- Shinisauridae Ahl, 1930 -- 1 espèce
- Varanidae Hardwicke & Gray, 1827 -- 1 genre, 80 espèces

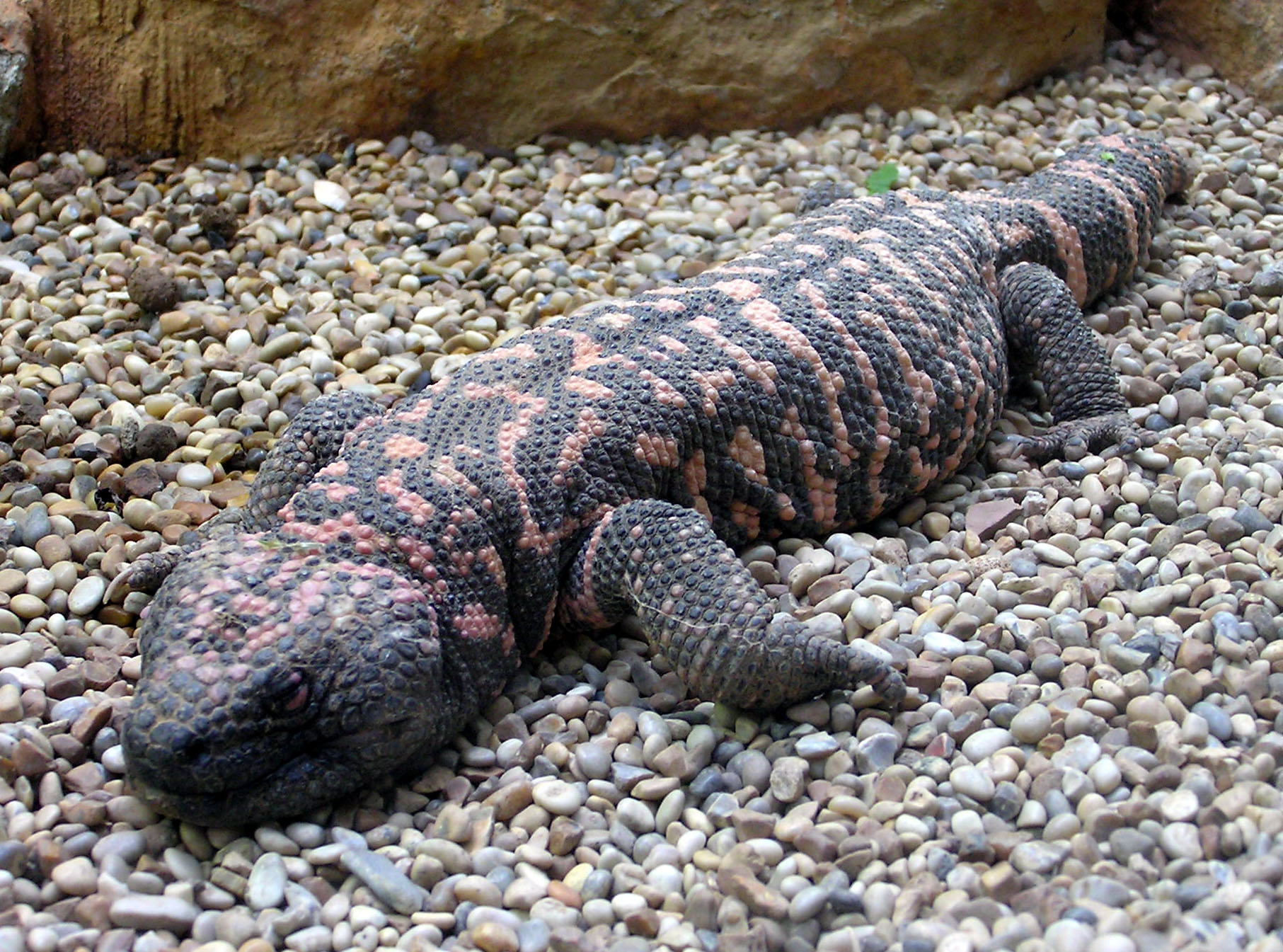
Heloderma suspectum (Helodermatidae)
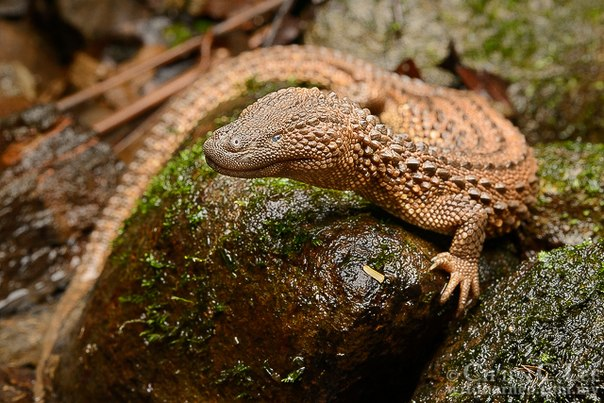
Lanthanotus borneensis (Lanthanotidae)
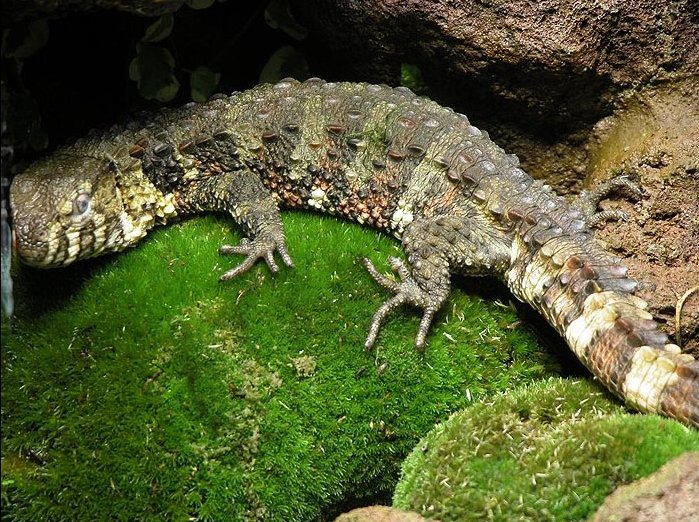
Shinisaurus crocodilurus (Shinisauridae)
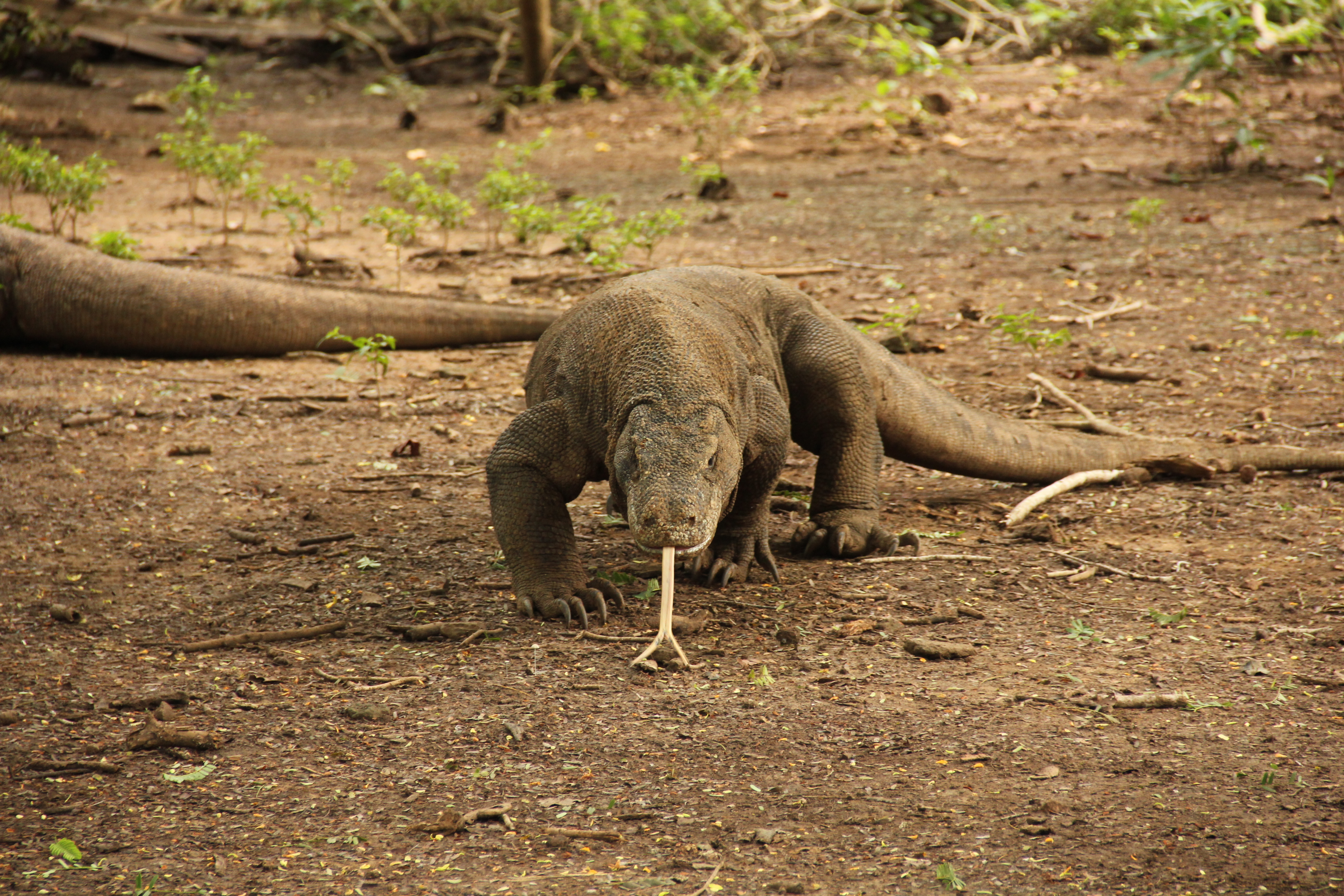
Varanus komodoensis (Varanidae)

## Publication originale
- Duméril & Bibron, 1836 : Erpetologie Générale ou Histoire Naturelle Complète des Reptiles. Librairie Encyclopédique Roret, Paris, vol. 3, p. 1-517 (texte intégral).